# 17777 Орнікар
17777 Орнікар (17777 Ornicar) — астероїд головного поясу, відкритий 24 березня 1998 року.
Тіссеранів параметр щодо Юпітера — 3,610.